# Schoenorchis manilaliana
Schoenorchis manilaliana är en orkidéart som beskrevs av M.Kumar och Sequiera. Schoenorchis manilaliana ingår i släktet Schoenorchis och familjen orkidéer. Inga underarter finns listade i Catalogue of Life.